# Amy Pascal
Amy Beth Pascal (Los Angeles, 25 maart 1958) is een Amerikaanse filmproducente en studiobaas. Van 2006 tot 2015 stond ze aan het hoofd van filmstudio Sony Pictures Entertainment.

## Biografie en carrière
Amy Pascal werd in 1958 geboren in Los Angeles als de dochter van Anthony H. Pascal, een economische onderzoeker van de RAND Corporation, en Barbara Pascal, de eigenares van een kunstboekenwinkel. Pascal is joods en studeerde aan de Crossroads School in Santa Monica en de Universiteit van Californië in Los Angeles, waar ze een bachelordiploma behaalde in de richting Internationale Relaties.
Begin jaren 1980 begon Pascal haar carrière als de secretaresse van de Britse producent Tony Garnett. Ze werkte zich in diens productiebedrijf Kestral Films op tot producente. In 1986 belandde ze via Scott Rudin bij 20th Century Fox, waar ze ondervoorzitster werd van diens productieafdeling. Een jaar later maakte Pascal de overstap naar Columbia Pictures. 
In 1994 zette Pascal haar contract bij Columbia stop om voorzitster te worden van Turner Pictures. Toen dat bedrijf in 1996 samensmolt met Warner Brothers keerde Pascal terug naar Columbia, waar ze ditmaal de titel van voorzitster kreeg. In de zomer van 1997 huwde Pascal met nieuwscorrespondent Bernard Weinraub.
In de daaropvolgende jaren maakte Pascal enkele promoties binnen het moederbedrijf Sony Pictures Entertainment (SPE). Van 2003 tot 2015 was ze hoofd van de filmafdeling van SPE. Daarnaast stond ze vanaf 2006 samen met CEO Michael Lynton ook aan het hoofd van SPE. Samen waren ze verantwoordelijk voor de productie en distributie van films, televisieshows en digitale content van de studio. Onder haar leiderschap bracht Sony films uit als Casino Royale (2006), The Da Vinci Code (2006), The Social Network (2010), De Smurfen (2011), Zero Dark Thirty (2012) en The Amazing Spider-Man (2012).
In 2014 kwam Sony in het oog van een mediastorm terecht. De studio bracht met The Interview een komedie over Kim Jong-un uit die door Noord-Korea als erg beledigend werd ervaren. Derhalve dreigde de Noord-Koreaanse overheid met maatregelen tegen de studio. In november 2014 volgde er een cyberaanval op Sony Pictures Entertainment. Verscheidene nog niet uitgebrachte films, persoonlijke gegevens van medewerkers en beroemdheden en vertrouwelijke bedrijfsinformatie werden buitgemaakt en niet veel later op het internet gepubliceerd. Zowel de studio als Pascal leed grote imagoschade. Zo kwamen onder meer persoonlijke e-mails van Pascal aan het licht waarin ze actrice Angelina Jolie beledigde en lachte met president Barack Obama. In 2015 werd Pascal ontslagen.
Nadien richtte ze met Pascal Pictures haar eigen productiebedrijf op en sloot ze een meerjarig contract af met Sony Pictures voor het financieren en distribueren van haar filmproducties. Zo werd ze de producente van onder meer de reboot Ghostbusters (2016) en de superheldenfilm Spider-Man: Homecoming (2017). In 2019 eindigde haar deal met Sony, waarna ze een samenwerking begon met Universal Pictures.

## Filmografie
| Jaar | Titel                               | Rol        |
| ---- | ----------------------------------- | ---------- |
| 2016 | Ghostbusters                        | producente |
| 2017 | Spider-Man: Homecoming              | producente |
| 2017 | Molly's Game                        | producente |
| 2017 | The Post                            | producente |
| 2018 | Venom                               | producente |
| 2018 | The Girl in the Spider's Web        | producente |
| 2018 | Spider-Man: Into the Spider-Verse   | producente |
| 2019 | Spider-Man: Far From Home           | producente |
| 2019 | Gumby and the New Ooze              | producente |
| 2019 | Little Women                        | producente |
| 2021 | Venom: Let There Be Carnage         | producente |
| 2021 | Spider-Man: No Way Home             | producente |
| 2023 | Spider-Man: Across the Spider-Verse | producente |
| 2024 | Challengers                         | producente |
| 2024 | Venom: The Last Dance               | producente |